# Кайе, Рене
Рене́-Огю́ст Кайе́ (Калье; фр. René Caillié; 19 ноября 1799, Мозе-сюр-ле-Миньон, департамент Дё-Севр, регион Пуату — Шаранта — 17 мая 1838, Ла-Грипри-Сен-Симфорьен) — французский путешественник по Западной Африке.
В 1818 году Кайе путешествовал по Сенегамбии, участвовал в экспедиции майора Грея внутрь Африки, затем предпринял торговое путешествие к бракна — народу на нижнем течении Сенегала. В 1824 году обосновался среди арабского населения севернее реки Сенегал, где стал изучать арабский язык, а позже принял ислам, в 1827, выдавая себя за купца-араба, совершил путешествие от Сьерра-Леоне на северо-восток, к реке Нигер. В 1828 году первым из европейцев достиг Тимбукту, а затем пересёк с караваном Сахару, посетив оазис Тафилальт. В апреле 1828 года Р. Кайе, пройдя по Сахаре, достиг побережья Атлантического океана западнее марокканского города Фес.
Кайе умер в 1838 году от неизвестной болезни, подхваченной им во время путешствия.
Его заметки, в которых дано подробное описание общественно-экономических, политических и исторических событий в Западном Судане, изданы Жомаром под названием «Journal d’un voyage à Timbouctou et à Jenné dans l’Afrique centrale» (Париж, 1830).